# Алфред Тенисън
Алфред Тенисън, първи барон Тенисън (на английски: Alfred Tennyson, 1st Baron Tennyson) (6 август 1809 г. – 6 октомври 1892 г.) е поет лауреат на Обединеното кралство и един от най-популярните английски поети. Тенисън е автор на много фрази, станали широко известни и употребявани в английския език като „по-добре да си обичал и изгубил / отколкото да не си обичал никога“ („Tis better to have loved and lost / Than never to have loved at all“) и „Силата ми е колкото на десетима / защото сърцето ми е чисто“ („My strength is as the strength of ten, / Because my heart is pure“). Той е деветият най-цитиран писател в Оксфорсдкия речник на цитатите.

## Ранен живот
Алфред Тенисън е роден в Съмърсби, Линкълншър, син на пастора Джордж Тенисън (1778 – 1831) и Елизабет Фич (1781 – 1865) и четвъртото от 12 деца. Той е потомък на крал Едуард III. Тенисън пише стихотворения наред с двама свои по-възрастни братя през юношеството си и сборник от стихотворенията на тримата е публикуван, когато Алфред е на 17 години. През 1827 г. са публикувани Poems by Two Brothers, „сборник с момчешките му рими и тези на по-големия му брат Чарлс“. През 1829 г. е награден със златен медал на ректора в Кеймбридж за едно от първите му произведения Timbuctoo. През 1830 г. публикува първия си самостоятелен сборник с поезия Poems Chiefly Lyrical. Две от най-известните стихотворения на Тенисън Claribel и Mariana са включени в този сборник. Макар да е заклеймен от някои критици като свръхсантиментален, стиховете му скоро стават популярни и привличат вниманието на известни писатели като Самюъл Тейлър Колридж.
През пролетта на 1831 г. умира бащата на Тенисън, което го принуждава да напусне Кеймбридж без да завърши. Той се връща в енорийското жилище, където му е позволено да живее още шест години и където споделя отговорността за майка си и семейството си. Поетът Артър Халам, приятел на Тенисън от Кеймбридж, остава при семейството през лятото и се сгодява за сестрата на Тенисън Емилия.

## Поетическа кариера
През 1833 г. Тенисън публикува втората си книга с поезия, която включва известното му стихотворение The Lady of Shalott. Томът е посрещнат с такава критика, че Тенисън е обезкуражен да публикува в продължение на 10 години, макар да продължава да пише. В същата година Халам неочаквано умира от мозъчен кръвоизлив докато е на ваканция във Виена. Смъртта на Халам оказва дълбоко влияние върху Тенисън и вдъхновява няколко шедьовъра, включително In Memoriam A.H.H., дълго стихотворение, подробно описващо „Пътят на душата“. Тенисън скоро се мести в Есекс. Неразумна инвестиция в духовническо предприятие за дърворезба води до загуба на голяма част от семейното състояние. Тенисън след това се мести в Лондон.
През 1842 г., докато живее скромно в Лондон, Тенисън публикува два тома Стихотворения, първият включващ вече публикувани творби, а вторият е съставен изцяло от нови творби. Те са посрещнати с незабавен успех. Стихотворения от този сборник като Locksley Hall, Tithonus, и Ulysses са си завоювали трайна слава. The Princess: A Medley, публикувано през 1847 г. също е популярно. През 1850 г. Тенисън достига върха на кариерата си, публикувайки най-сетне шедьовъра си In Memoriam A.H.H. По-късно през същата година е назначен за Поет лауреат на мястото на Уилям Уърдсуърт. На 13 юни същата година в село Шиплейк Тенисън се жени за Емили Селууд, която познава от детство. Те имат двама синове, Халам (р. 11 август 1852 г.) и Лайънъл (р. 16 март 1854 г.).
През 1855 г. Тенисън пише едно от най-известните си стихотворения Атаката на Леката бригада (The Charge of the Light Brigade), в памет на британските кавалеристи взели участие в необмислената атака на 25 октомври 1854 г. по време на Кримската война. Други високо оценени творби на поета лауреат са Ode on the Death of the Duke of Wellington и Ode Sung at the Opening of the International Exhibition. Кралица Виктория е пламенна почитателка на Тенисън и през 1884 г. го прави барон Тенисън на Алдуърт в графство Съсекс и Фрешуотър на о. Уайт. Тенисън отказва баронство през 1865 и 1868 г. (предложено му от Дизраели), но приема през 1883 г. (по молба на Гладстон). На 11 март 1884 г. заема мястото си в Камарата на лордовете. Той е първият британски писател издигнат до място в Камарата на лордовете. Според биографията, написана от сина му, Тенисън не е бил християнин, отбелязвайки, че той е хвалел Джордано Бруно и Спиноза на смъртното си легло, казвайки за Бруно „Неговия възглед за Бог е в някои отношения мой.“ Тенисън продължава да пише да края на живота си. Умира на 6 октомври 1892 г. и е погребан в Уестминстърското абатство.

## Частичен списък с творби
- От Poems, Chiefly Lyrical (1830):
  - The Dying Swan
  - The Kraken
  - Mariana
- Lady Clara Vere de Vere (1832)
- От Poems (1833):
  - The Lotos-Eaters
  - The Lady of Shalott (1832, 1842) – изпълнено като песен от Лорина МакКенит

- От Poems (1842):
  - Locksley Hall
  - Tithonus
  - Vision of Sin
  - The Two Voices (1834)
  - „Ulysses“ (1833)
- The Princess (1847)
  - „Tears, Idle Tears“
- In Memoriam A.H.H. (1849)
- Ring Out, Wild Bells (1850)
- The Eagle (1851)
- The Sister's Shame
- The Charge of the Light Brigade (Атаката на Леката бригада) (1854) – съществува ранен запис на Тенисън четящ това стихотворение
- Maud (1855/1856)
- Enoch Arden (1862/1864)
- Flower in the crannied wall (1869)
- The Window – песенен цикъл с Артър Съливан. (1871)
- Harold (1876) – поставя начало на възраждане на интереса към крал Харолд II Годуинсън
- Идилии на краля (1833 – 1874)
- Locksley Hall Sixty Years After (1886)
- Crossing the Bar (1889)
- The Foresters – пиеса с музика от Артър Съливан (1891)
- Now Sleeps the Crimson Petal – появява се като песен във филма Панаир на суетата от 2004 г.